# Charhyphus
Charhyphus é um género de besouro pertencente à família Staphylinidae.
As espécies deste género podem ser encontradas na América do Norte.
Espécies:
- Charhyphus arizonensis Herman, 1972
- Charhyphus brevicollis Sharp, 1887
- Charhyphus coeni (Scudder, 1900)
- Charhyphus paradoxus (Bernhauer, 1933)
- Charhyphus picipennis (LeConte, 1863)